# CR牙狼
CR牙狼（シーアールガロ）は、サンセイアールアンドディが2008年11月に発売した、パチンコ機。特撮テレビドラマ「牙狼〈GARO〉」のタイアップ機である。
本稿では、以後シリーズ化された一連の「牙狼〈GARO〉」タイアップ機についても記述する。

## 概要
シリーズ第1弾となる「CR牙狼」は、デジパチ・羽根モノ混合タイプ（デジパチと羽根モノの機能を併せ持つ、いわゆる役物連チャン機）として登場した。このジャンルに属する機種としては過去にも「CRアラジンデスティニー」（サミー）など幾つか供給されたことがあったが、それらの機種は「限られた時間（デジタル5 - 10回転）内にVゾーンに遊技球を入れる」ことにより連チャンを実現させていたのに対し、「CR牙狼」では羽根によるVゾーン入賞での大当たりのため羽根の開放時間が長く（デジタル99回転）役物の構造も単純であるため、特段の技術介入をせずとも容易にVゾーンに遊技球を入れることにより連チャンを実現させた。そのため、オーソドックスな1回ループの確率変動を搭載したデジパチタイプの機種と比べても大当たりを引くまでの時間が短く、出玉の増加速度が非常に速いのが特徴である。
メーカー・タイアップ作品ともにメジャーではなかったが、第1弾「CR牙狼」は高い出玉性能が評判を呼び、メーカーも数度にわたる追加販売を行うほどの大ヒットとなった。また、発売から1年以上が経過してもなお解説本が出るほどの根強い人気があった。ただ一方で、この「CR牙狼」登場以降、同様のスペックを持った機種が出る可能性に危機感を強めた警察の動きに呼応するかのように、パチンコメーカーの業界団体である日本遊技機工業組合は2009年4月より自主規制を強化し、「CR牙狼」のような『混合機』の場合、時短中の大当たり時の時短継続率を3分の2以下とすることとなった。このため、しばらくは同様のシステムを採用した機種は発売しにくい状況が続いていたが、2012年4月に自主規制が緩和され、出玉期待値が6400発以内であれば同様のシステムを採用できるようになった。
「CR牙狼」が大ヒットしたことで、以降シリーズ化され、「牙狼〈GARO〉」ないしその関連作品をモチーフにした多数の機種がメーカーより登場している。ただ、日本遊技機工業組合による申し合わせにより2015年11月以降に発売する機種に対しては低確率時の大当り確率の下限が320分の1とされたため、いわゆる「MAXタイプ」と呼ばれる低確率時の大当り確率が400分の1近い機種は、本シリーズにおいては2015年10月発売の「CR牙狼 魔戒ノ花」が事実上最後となっている。
2016年10月24日より設置開始予定である「CR牙狼 闇を照らす者」が、現行の内規（低確率時の大当り確率下限が320分の1、など）に沿ったスペックとして登場。

## 開発経緯
企画担当者が牙狼と出会ったきっかけは、自社で開発した『CR超絶合体SRD』の楽曲を影山ヒロノブが担当しており、その縁でJAM Projectのライブに足を運んだことだった。当時のパチンコ筐体のトレンドが金色であり、牙狼の色と合うこと。パチンコは当たりとハズレがはっきりしていなければならないことが、牙狼が変身すれば勝利することと符合するので演出が組み立てやすいこと。この2つから企画担当者は企画書を起草した。
2007年2月には企画書が完成していたものの、サンセイには牙狼を知るものが他におらず、さらに新規性のあるシステムを考案できなかったため、理解が得られず開発に着手できなかった。しかし、開発スタッフとともに大当たりまでの間隔を短くしそれを分かりやすく提示するギガMAXと呼ばれるシステムを考案し企画書に盛り込み、開発着手に至った。

## 影響
特撮シリーズの牙狼は『テレビスペシャル 白夜の魔獣』の後、映画企画が持ち上がったものの一旦展開が終了していた。CR牙狼シリーズのヒットにより、映画『RED REQUIEM』の企画が立ち上がり、特撮シリーズの再開に繋がっている。
牙狼シリーズプロデューサーの二宮清隆は、ドラマ『闇を照らす者』当時のインタビューで、パチンコのヒットによりファンが増えたと語っている。ただし、好き勝手ができるほど余裕があるわけではないことも認めている。
牙狼シリーズの原作者である雨宮慶太は、CR牙狼シリーズの描写はパラレルとしながらも、本編で描けなかった内容を見せる目的で、膨大な仕事量を割いている。またCR牙狼シリーズの描写が特撮シリーズに逆輸入されることもあり得ると語っている。
『P牙狼冴島鋼牙』で描かれたストーリーはテレビドラマ『魔戒烈伝』で制作しなかったエピソードを元にしており、このストーリーをさらに発展させたものが、映画『月虹ノ旅人』となっている。

## 各機種

### CR牙狼
ゲーム性としては、デジタルで大当たりを引いた場合に50%の割合で「魔戒チャンス」と呼ばれる時短に突入する。「魔戒チャンス」中は右打ちを行うことで羽根に遊技球を拾わせ、遊技球がVゾーンに入賞すると大当たりとなる。一度「魔戒チャンス」に突入すると大当たり時に82%の割合で「魔戒チャンス」が継続する。その一方で、「魔戒チャンス」に突入する実質的な確率が約800分の1（低確率時におけるデジタルでの大当り確率が約400分の1の上に、「魔戒チャンス」突入はその2分の1となるため）と非常に低いため、大ハマリに陥ることも珍しくない。
なお、本機ではドラマの実写映像は使用されておらず、鋼牙の変身シーンなども含めて全て実写映像に似せたCGまたはアニメーションである。
雨宮慶太が考案したオリジナルキャラクターとして、魔界竜が初登場している。

#### スペック
CR牙狼XX
- 大当たり確率：1/397.18
- 賞球数：3（始動口、右羽根） & 10（普通入賞口） & 14（アタッカー）
- ラウンド：15ラウンド
- カウント：9カウント
- 大当たりの内訳
  - （デジタル当選時）
    - 15ラウンド大当たり（時短あり） ⇒ 50%
    - 15ラウンド大当たり（時短なし） ⇒ 50%

  - （時短中のV入賞時[注釈 2]）
    - 15ラウンド大当たり（時短あり） ⇒ 82%
    - 15ラウンド大当たり（時短なし） ⇒ 18%
- 時短（＝魔戒チャンス）：時短ありの大当たり終了後99回転

### CR牙狼 〜陰我消滅の日〜
2010年8月より導入のシリーズ第2弾。『GARO PROJECT 2010』第1弾と題されている。
先述の通り、日本遊技機工業組合の自主規制により前作『CR牙狼』と同様のシステムを採用することが出来ないため、本機は一般的な確率変動を搭載したスペックとなっている。本機の「魔戒チャンス」も前作と同様、突入率50%・継続率82%となっているが、電チューサポート（電サポ）がない時の大当たりにおける突入率と継続率の差分（32%）は潜伏確変であるため、初当たり時に限っては「魔戒チャンス」に突入しなくても早い引き戻しに期待が持てるようになっている。また、「魔戒チャンス」は次の大当たりまで必ず継続するため、前作のように大当たりを得ることがなく「魔戒チャンス」が終了してしまうという心配がない一方、デジタル抽選の仕組み上、前作より大当たりになるまで時間がかかる場合がある。
本機で追加された演出がある一方、魔戒チャンスにおける右打ちや即大当たりなど前作のスピード感を再現している。特に「魔戒チャンス」における特別図柄の変動時間の短さは、大当たり・ハズレ問わず、確率変動を搭載した機種の中でも最速レベルを誇る。

#### スペック
CR牙狼 〜陰我消滅の日〜ZZ
- 大当たり確率：（低確率）1/147.93、（高確率）1/19.86
- 賞球数：3（始動口） & 6（アタッカー） & 10（普通入賞口）
- ラウンド：9ラウンド
- カウント：10カウント
- 大当たりの確変突入率：82%
- 大当たりの内訳
  - （電サポなし時）
    - 確変大当たり（電サポあり） ⇒ 50%
    - 確変大当たり（電サポなし） ⇒ 32%
    - 通常大当たり ⇒ 18%

  - （電サポあり（＝魔戒チャンス）時）
    - 確変大当たり（電サポあり） ⇒ 82%
    - 通常大当たり ⇒ 18%
- リミット：なし
- 時短：なし
- 特別図柄の保留の数：中央始動口4個＋右始動口4個
- 特別図柄の保留の優先消化：右始動口優先

### CR牙狼 〜RED REQUIEM〜
2010年12月より導入された、映画『牙狼〈GARO〉 〜RED REQUIEM〜』を原案としたシリーズ第3弾。
基本的なゲームフローは『CR牙狼 〜陰我消滅の日〜』とほぼ同じだが、初当たり用と魔戒RUSH（前作までの魔戒チャンスに相当）用とでアタッカーが別々になったことと、魔戒RUSH終了後に99回転の時短（ザルバチャンス）がついた点が異なる。また、ライトミドルのZZではシリーズ初のラウンド振り分けが施され、魔戒RUSH終了後の時短は無くなっている。
演出は従来2機種と異なり、図柄からリーチ演出まで実写を多用しているほか、オールフルカラーLED搭載の牙狼シリーズ(～CR牙狼外伝 -桃幻の笛-)専用枠「SOUL METAL」を採用したことに伴い、役物として新たに「FACE OF 牙狼」、魔導火ライター役物などを搭載した。なお、前作までのような連荘時のスピード感は見られなくなっている。
本作では、オリジナルキャラクターとして、大号竜が雨宮SPに登場する。

#### スペック
CR牙狼 〜RED REQUIEM〜SS
- 大当たり確率：（低確率）1/358.12、（高確率）1/39.96
- 賞球数：3（始動口） & 5（下アタッカー） & 10（普通入賞口）& 11（右アタッカー）
- ラウンド：15ラウンド
- カウント：7カウント
- 大当たりの確変突入率：82%
- 大当たりの内訳
  - （電サポなし時）
    - 確変大当たり（電サポあり） ⇒ 50%
    - 確変大当たり（電サポなし） ⇒ 32%
    - 通常大当たり ⇒ 18%

  - （電サポあり（＝魔戒RUSH）時）
    - 確変大当たり（電サポあり） ⇒ 82%
    - 通常大当たり ⇒ 18%
- リミット：なし
- 時短：魔戒RUSH終了後99回転
- 特別図柄の保留の数：中央始動口4個＋右始動口4個
- 特別図柄の保留の優先消化：右始動口優先

CR牙狼 〜RED REQUIEM〜ZZ
- 大当たり確率：（低確率）1/199.8、（高確率）1/19.98
- 賞球数：3（始動口） & 7（下アタッカー） & 8（右アタッカー） & 10（普通入賞口）
- ラウンド：8 or 16ラウンド
- カウント：10カウント
- 大当たりの確変突入率：82%
- 大当たりの内訳
  - （電サポなし時）
    - 16ラウンド確変大当たり（電サポあり） ⇒ 12%
    - 8ラウンド確変大当たり（電サポあり） ⇒ 38%
    - 8ラウンド確変大当たり（電サポなし） ⇒ 32%
    - 8ラウンド通常大当たり ⇒ 18%

  - （電サポあり（＝魔戒RUSH）時）
    - 16ラウンド確変大当たり（電サポあり） ⇒ 12%
    - 8ラウンド確変大当たり（電サポあり） ⇒ 70%
    - 8ラウンド通常大当たり（電サポなし） ⇒ 18%
- リミット：なし
- 時短：なし
- 特別図柄の保留の数：中央始動口4個＋右始動口4個
- 特別図柄の保留の優先消化：右始動口優先

### CR暗黒騎士呀鎧伝
CR暗黒騎士呀鎧伝（シーアールあんこくきしきばがいでん）は2011年10月より稼動。それまでの3機種とは違い、映画『呀-KIBA- 〜暗黒騎士鎧伝〜』をベースに、敵役の呀（キバ）が主役となるスピンオフ機である。
内部システムは「CR牙狼 〜RED REQUIEM〜」とほぼ同じだが、連チャンシステムの名称が「魔皇ゾーン」になったり、大当たりの最大獲得玉数が約2000玉に増えるなどの変更点がある。
牙狼シリーズ専用枠「SOUL METAL」に初めてカラーバリエーションにオレンジが追加された。
演出には、映像媒体では不鮮明な状態で登場した、心滅獣身キバが鮮明な姿で登場する。
テーマ曲「呀　～Tusk of Darkness～」
作詞・作曲：影山ヒロノブ / 編曲：須藤賢一 / 歌：影山ヒロノブ

#### スペック
CR暗黒騎士呀鎧伝FF
- 大当たり確率：（低確率）1/378.8、（高確率）1/45.8
- 賞球数：3（始動口） & 10（普通入賞口）& 14（下アタッカー） & 15（右アタッカー）
- ラウンド：2 or 8 or 14 or 16ラウンド
- カウント：9カウント（下アタッカー） or 10カウント（右アタッカー）
- 大当たりの確変突入率：77%
- 大当たりの内訳
  - （電サポなし時）
    - 14ラウンド確変大当たり（電サポあり） ⇒ 40%
    - 8ラウンド確変大当たり（電サポあり） ⇒ 10%（確変潜伏中は32%）
    - 8ラウンド確変大当たり（電サポなし） ⇒ 27%（確変潜伏中は5%）
    - 8ラウンド通常大当たり ⇒ 23%

  - （電サポあり時）
    - 16ラウンド確変大当たり ⇒ 51%
    - 8ラウンド確変大当たり ⇒ 21%
    - 2ラウンド確変大当たり ⇒ 5%
    - 2ラウンド通常大当たり ⇒ 23%
- リミット：なし
- 時短：魔皇ゾーン終了後20回転
- 特別図柄の保留の数：中央始動口4個＋右始動口4個
- 特別図柄の保留の優先消化：右始動口優先

### CR牙狼魔戒閃騎鋼
CR牙狼魔戒閃騎鋼（シーアールがろまかいせんきはがね）は、2012年4月より稼働のシリーズ第4弾。
本機には2つのアタッカーがあり、そのうち一方のアタッカー内にあるVゾーンを球が通過することにより確率変動が確定するシステムになっている。そして、通常時の初当たり時の抽選でVゾーンのあるアタッカーを開くかどうか判定することで確変突入を決めている。確変・時短中は右打ちとなる「真魔戒ラッシュ」に突入し、ラッシュ中の大当たりは全て確変突入となる。
ただし、本機の確率変動は回数切り（ST機）であり、従来のシリーズと違う点がいくつかある。従来機ではホラーとのバトルは大当たり中に行われていたが、本機ではリーチ演出として登場する。そして、ホラーを倒せないまま確変・時短の回数を過ぎるとラッシュ終了となってしまうため、ラッシュに突入したにもかかわらずラッシュ中の大当たりなしで終了する可能性も、約23%ある。
牙狼シリーズ専用枠「SOUL METAL」ではカラーバリエーションに銀が追加される。
本作では、オリジナルキャラクターとして、邪眼竜が雨宮SPに登場する。

#### スペック
CR牙狼魔戒閃騎鋼XX
- 大当たり確率：（低確率）1/399.6、（高確率）1/99.14
- 賞球数：3（始動口） & 8（普通入賞口）& 15（右アタッカー）
- ラウンド：16ラウンド（実質13ラウンドの大当たりあり）
- カウント：9カウント
- 大当たりの確変突入率：ヘソ当選時 51%、電チュー当選時 100%（いずれも145回転限定）
- 大当たりの内訳
  - （ヘソ当選時）
    - 16ラウンド確変大当たり ⇒ 51%
    - 16ラウンド（実質13ラウンド）通常大当たり ⇒ 49%

  - （電チュー当選時）
    - 16ラウンド確変大当たり ⇒ 100%
- リミット：なし
- 時短：通常大当たり終了後100回転
- 特別図柄の保留の数：中央始動口4個＋右始動口4個
- 特別図柄の保留の優先消化：右始動口優先

### CR魔戒決戦牙王
CR魔戒決戦牙王（まかいけっせんがおう）は、2013年1月より稼働のシリーズ第5弾。初代CR牙狼を受け継ぐ第1種＋第2種混合タイプ。ストーリーはオリジナルで、シリーズに登場した牙狼以外の魔戒騎士八騎が集結し魔戒決戦トーナメントで頂点を目指し、勝ち残った者が鷹皇騎士・王牙に挑む物語。テーマ曲は影山ヒロノブの「魔戒群狼伝牙王」。
小説『牙狼<GARO>〜妖赤の罠〜』で登場した、灼熱騎士・ヤイバの3Dモデルが初登場した作品で、本作のオリジナルの魔戒騎士である獣身騎士・ギガはテレビドラマ『牙狼-GARO- -GOLD STORM- 翔』に、同じく鷹皇騎士・オウガは映画『牙狼-GARO- -月虹ノ旅人-』に取り入れられた。また、独自要素として雷鳴騎士・バロンの魔導馬・震月が登場するほか、雨宮SPにトライガが登場する。
テーマ曲「魔戒群狼伝牙王」
作詞・作曲：影山ヒロノブ / 編曲：須藤賢一 / 歌：影山ヒロノブ

#### スペック
CR魔戒決戦牙王RR
- 大当たり確率：1/240.05
- 賞球数：3（始動口） & 10（右羽根） & 11（普通入賞口） & 14（アタッカー）
- ラウンド：3ラウンド or 5ラウンド or 6ラウンド or 9ラウンド or 11ラウンド or 14ラウンド
- カウント：8カウント
- 大当たりの内訳
  - （デジタル当選時）
    - 5ラウンド大当たり （時短あり） ⇒ 50%
    - 14ラウンド大当たり（時短なし） ⇒ 50%

  - （時短中のV入賞時[注釈 3]）
    - 14ラウンド大当たり（時短あり） ⇒ 13.9%
    - 11ラウンド大当たり（時短あり） ⇒ 23.2%
    - 9ラウンド大当たり （時短あり） ⇒ 3.3%
    - 6ラウンド大当たり （時短あり） ⇒ 11.9%
    - 3ラウンド大当たり （時短あり） ⇒ 29.8%
    - 14ラウンド大当たり（時短なし） ⇒ 17.9%
- 時短（＝魔界チャンス）：時短ありの大当たり終了後99回転

### CR牙狼FINAL
CR牙狼FINALは、2013年5月より稼動の冴島鋼牙シリーズ最終作。サンセイ共有の新筐体『V-SAVIOR（ブイセイバー）』を使用し、歴代最多の演出、シリーズ集大成のスペックとなっている。ゲームフローはCR牙狼魔戒閃騎鋼を踏襲しており、同年2月に公開された劇場版「牙狼-GARO- 〜蒼哭ノ魔竜〜」のキャラクター、世界観の追加がなされている。
本作の演出で心滅化した絶狼である心滅獣身ゼロが初登場し、同じく心滅獣身ガロと戦いを繰り広げた。後に、心滅獣身ゼロは『絶狼-ZERO- -DRAGON BLOOD-』に登場した。
テーマ曲「FINALクロスファイト牙狼」
作詞・作曲：遠藤正明 / 編曲：松尾洋一 / 歌：遠藤正明

#### スペック
CR牙狼FINAL XX
- 大当たり確率：（低確率）1/399.6、（高確率）1/109.04
- 賞球数：3（始動口） & 10（普通入賞口）& 15（右アタッカー）
- ラウンド：16ラウンド（実質15ラウンド、13ラウンドの大当たりあり）
- カウント：9カウント
- 大当たりの確変突入率：ヘソ当選時 51%、電チュー当選時 100%（いずれもST160回転限定）
- 大当たりの内訳
  - （ヘソ当選時）
    - 16ラウンド確変大当たり ⇒ 48.5%
    - 16ラウンド（実質15ラウンド）確変大当たり ⇒ 2.5%
    - 16ラウンド（実質13ラウンド）通常大当たり ⇒ 49%

  - （電チュー当選時）
    - 16ラウンド確変大当たり ⇒ 100%
- リミット：なし
- 時短：通常大当たり終了後100回転
- 特別図柄の保留の数：中央始動口4個＋右始動口4個
- 特別図柄の保留の優先消化：右始動口優先

CR牙狼FINAL ZZI・Y (ライトミドル)
- 大当たり確率：（低確率）1/199.80、（高確率）1/83.48
- 賞球数：3（始動口） & 10（普通入賞口）& 13（右アタッカー）
- ラウンド：16ラウンド（実質15ラウンド、13ラウンドの大当たりあり）
- カウント：7カウント
- 大当たりの確変突入率：ヘソ当選時 51%、電チュー当選時 100%（いずれもST101回転限定）
- 大当たりの内訳
  - （ヘソ当選時）
    - 16ラウンド確変大当たり ⇒ 48.5%
    - 16ラウンド（実質15ラウンド）確変大当たり ⇒ 2.5%
    - 13ラウンド通常大当たり ⇒ 49%

  - （電チュー当選時）
    - 16ラウンド確変大当たり ⇒ 100%
- リミット：なし
- 時短：通常大当たり終了後50回転
- 特別図柄の保留の数：中央始動口4個＋右始動口4個
- 特別図柄の保留の優先消化：右始動口優先

### CR牙狼外伝 -桃幻の笛-
CR牙狼外伝 -桃幻の笛-は、2014年2月より稼動。秒数管理型大当たりシステム、TS-MAX（タイムストックマックス）を搭載。

### CR牙狼 金色になれ
CR牙狼 金色になれは、2014年7月より稼動。『牙狼〈GARO〉 〜闇を照らす者〜』をベースにしている。
後述する『Perfect Face of GARO』や『牙狼剣ギミック』などのギミックや、中古価格の高騰も話題となった機種であり、一時期は中古台が1台100万円を超える高値をつけたこともある。
演出として、黄金の色のキバ・金色キバが登場するほか、ワイバーンのような魔戒獣・飛流、邪竜ザジ、天馬轟天牙狼群など、独自の要素が登場した。
テーマ曲「Name is GARO〜光明の使者」
作詞・作曲：奥井雅美 / 歌：JAM Project / 編曲：須藤賢一

#### スペック
CR牙狼金色になれ XX
- 大当たり確率：（低確率）1/399.6、（高確率）1/109.6
- 小当たり確率：1/1092.6（電チュー入賞時のみ）
- 賞球数：3（始動口） & 10（普通入賞口）& 15（右アタッカー）
- ラウンド：16ラウンド（実質13ラウンド、15ラウンドの大当たりあり）
- カウント：9カウント
- 大当たりの確変突入率：ヘソ当選時 51%、電チュー当選時 100%（いずれもST161回転限定）
- 大当たりの内訳
  - （ヘソ当選時）
    - 16ラウンド確変大当たり ⇒ 41.0%
    - 16ラウンド（実質15ラウンド）確変大当たり ⇒ 10.0%
    - 16ラウンド（実質13ラウンド）通常大当たり ⇒ 49%

  - （電チュー当選時）
    - 16ラウンド確変大当たり ⇒ 100%
- リミット：なし
- 時短：通常大当たり終了後100回転
- 特別図柄の保留の数：中央始動口4個＋右始動口4個
- 特別図柄の保留の優先消化：右始動口優先

#### 新専用筐体・金狼-KINROH-
CR牙狼〜RED REQUIEM〜から採用された「SOUL METAL」以来の牙狼シリーズ専用筐体となる。
Perfect Face of GARO
本機最大の目玉演出であり、画面上部から筐体外に牙狼フェイスが飛び出すという前例のない役物演出である。主にリーチ発展時などに可動すれば大チャンスとなり、大当たり時した時の演出としても出現する。この役物の格納スペース故、筐体上部が大きく手前にせり出している。構造上、ほとんどのデータカウンターが見えなくなるため、筐体上部左側に召喚解除ボタンが設置されており、これを押すことで役物を格納することができる。
ゴールドビッグエンブレム
画面を覆う程の巨大なエンブレム役物。可動時以外は画面上部に収納されている。初代のエンブレムシャッター、2代目以降のFace of GAROに相当する役割を持っている。
牙狼剣ギミック
筐体右側から飛び出している牙狼剣をかたどったギミック。牙狼FINALの「震撃アタック」に相当する役割を持っており、剣を握って押し込む操作が可能になっている。
エンブレムPUSH
牙狼の三角形のエンブレムをかたどったチャンスボタン。外側の透明なカプセルとエンブレムの二重構造になっており、中身のエンブレムが激しく振動する様子が目に見えるようになっている。
パララックスバリア式3D液晶
CR牙狼魔戒閃騎鋼で採用されたグラスレス3D液晶が復活。牙狼SPリーチ中の撃破せよ！や、群予告に加えて、鎧召喚時のチャンスボタン表示や魔天使演出、前作のVision of GAROに相当するガロフラッシュ予告など、3Dを使用する演出が多彩になった。魔戒閃騎鋼よりも液晶の解像度が格段に上がっており、個人差はあるがより自然な3D演出を見ることができるようになった。

### CR 絶狼 -ZERO-
CR 絶狼 -ZERO-は、2015年4月より稼働。『絶狼〈ZERO〉 -BLACK BLOOD-』をベースにしている。
絶狼シリーズでは牙狼シリーズ専用枠を使用せず、サンセイ共有の筐体『V-SAVIOR（ブイセイバー）』を使用している。
本作の演出には、敵として魔界にいたころのシルヴァである、狼幻竜が登場する。

#### スペック
CR絶狼 XX-V
- 大当たり確率：（低確率）1/399.6、（高確率）1/140.9
- 賞球数：3（始動口） & 7（普通入賞口）& 15（右アタッカー）
- ラウンド：16ラウンド（実質12ラウンドの大当たりあり）
- カウント：10カウント
- 大当たりの確変突入率：ヘソ当選時 51%、電チュー当選時 100%（いずれもST195回転限定）
- 大当たりの内訳
  - （ヘソ当選時）
    - 16ラウンド（実質12ラウンド）確変大当たり ⇒ 51%
    - 16ラウンド（実質12ラウンド）通常大当たり ⇒ 49%

  - （電チュー当選時）
    - 16ラウンド確変大当たり ⇒ 100%
- リミット：なし
- 時短：通常大当たり終了後100回転
- 特別図柄の保留の数：中央始動口4個＋右始動口4個
- 特別図柄の保留の優先消化：右始動口優先

CR絶狼 RR-Y(甘デジ)
- 大当たり確率：（低確率）1/99.90、（高確率）1/76.65
- 賞球数：3（始動口・普通入賞口）& 15（右アタッカー）
- ラウンド：16ラウンド・4ラウンド・3ラウンド
- カウント：10カウント
- 大当たりの確変突入率：ヘソ当選時 51%、電チュー当選時 100%（いずれもST40回転限定・その後時短40回あり）
- 大当たりの内訳
  - （ヘソ当選時）
    - 16ラウンド確変大当たり ⇒ 1%
    - 4ラウンド確変大当たり ⇒ 50%
    - 3ラウンド通常大当たり ⇒ 49%

  - （電チュー当選時）
    - 16ラウンド確変大当たり ⇒ 10%
    - 4ラウンド確変大当たり ⇒ 90%
- リミット：なし
- 時短：ST終了後もしくは通常大当たり終了後40回転
- 特別図柄の保留の数：中央始動口4個＋右始動口4個
- 特別図柄の保留の優先消化：右始動口優先

### CR牙狼 魔戒ノ花
CR牙狼 魔戒ノ花は、2015年10月より稼働。『牙狼-GARO- -魔戒ノ花-』をベースにしている。
筐体はCR牙狼 金色になれと同様「金狼-KINROH-」を使用しており、筐体上部から飛び出す「Perfect Face Of GARO」や、牙狼剣ギミックなどを搭載。また、おなじみの画面を覆う役物「Face Of GARO」は史上最速の速さで完成する迫力を持っており、更に役物をLEDランプがローリング駆動を伴って照らす「Lightning Face Of GARO（L.F.O.G）」を新搭載している。
2015年11月以降に発売する機種においては低確率時の大当り確率の下限が320分の1とされたため、本作は京楽の「CRぱちんこ 仮面ライダーフルスロットル」とともに事実上最後の「MAXタイプ」となった。なお、売上は14万台であった。
本作独自のキャラクターとして、超魔竜が雨宮SPに登場する。
テーマ曲「GARO is HERE!」
歌：JAM Project / 作詞・作曲：遠藤正明 / 編曲：三宅博文

#### スペック
CR牙狼 魔戒ノ花XX-XX
- 大当たり確率：（低確率）1/399.60、（高確率）1/109.77
- 賞球数：3（始動口）&7&8&15（右アタッカー）
- ラウンド：16ラウンド（実質15ラウンド、13ラウンドの大当たりあり）
- カウント：9カウント
- 大当たりの確変突入率：ヘソ当選時 53%、電チュー当選時 100%（いずれもST161回転限定）
- 大当たりの内訳
  - （ヘソ当選時）
    - 16ラウンド確変大当たり⇒38%
    - 16ラウンド（実質15ラウンド）確変大当たり⇒5%
    - 16ラウンド（実質13ラウンド）確変大当たり⇒10%
    - 16ラウンド（実質13ラウンド）通常大当たり⇒47%

  - （電チュー当選時）
    - 16ラウンド確変大当たり⇒100%
- リミット：なし
- 時短：通常大当たり終了後100回転
- 特別図柄の保留の数：中央始動口4個＋右始動口4個
- 特別図柄の保留の優先消化：右始動口優先

### CRA牙狼金色になれ 〜ザルバとの契約〜
CRA牙狼金色になれ 〜ザルバとの契約〜は2015年12月より稼働。シリーズ初の遊パチとなっている。『CR牙狼 金色になれ』からスペックを変えただけではなく、新演出を多数追加。筐体「金狼-KINROH-」初めてカラーバリエーションに銀が追加され、筐体カラー銀専用でではあるが役物演出で飛び出す顔がP.F.O.G（パーフェクトフェイスオブガロ）からP.F.O.Z（パーフェクトフェイスオブザルバ）に変更された。

#### スペック
CRA牙狼金色になれ 〜ザルバとの契約〜RR
- 大当たり確率：（低確率）1/99.90、（高確率）1/11.89
- 賞球数：3（始動口・左普通入賞口）&5（右普通入賞口）&13（右アタッカー）
- ラウンド：16ラウンド、8ラウンド（実質7ラウンド）、6ラウンド、4ラウンド
- カウント：9カウント
- 大当たりの確変突入率：ヘソ・電チュー共に100%（いずれもST6回転限定・ST後に時短あり）
- 大当たりの内訳
  - ヘソ・電チュー共通
    - 16ラウンド確変大当たり（電サポ100回転）⇒6%
    - 8ラウンド（実質7ラウンド）確変大当たり（電サポ50回転）⇒4%
    - 6ラウンド確変大当たり（電サポ50回転）⇒40%
    - 4ラウンド確変大当たり（電サポ50回転）⇒5%
    - 4ラウンド確変大当たり（電サポ25回転）⇒45%
- リミット：なし
- 時短：ST後94or44or19回転
- 特別図柄の保留の数：中央始動口4個＋右始動口4個
- 特別図柄の保留の優先消化：右始動口優先

### CR牙狼復刻版
CR牙狼復刻版は、『CR牙狼』同様、『牙狼-GARO-』と『牙狼-GARO-スペシャル 白夜の魔獣』をベースとした復刻版。
この復刻版では牙狼シリーズ専用枠を使用せず、サンセイ共有の筐体『V-SAVIOR（ブイセイバー）』を使用している。

### CR牙狼 闇を照らす者
CR牙狼 闇を照らす者は、2016年10月24日より稼働予定。『CR牙狼 金色になれ』のミドルスペック版。現行の内規に沿ったスペックとなっており、低確率時における大当り確率は319.6分の1と、過去の機種（遊パチを除く）と比べて通常時の大当り確率は高く設定されている。従来と同じく161回限定のSTを採用しているが、STタイム中の大当り確率は過去の機種より下げられた154.2分の1となっている。

### CR牙狼 魔戒ノ花 〜BEAST OF GOLD ver.〜
CR牙狼 魔戒ノ花 〜BEAST OF GOLD ver.〜は、『CR牙狼 魔戒ノ花』のミドルスペック版。

### CR ANOTHER牙狼 〜炎の刻印〜
CR ANOTHER牙狼 〜炎の刻印〜は、アニメ『牙狼-GARO- -炎の刻印-』をベースにしている。最後の金狼筐体。
この機種では次回大当りまで継続or電サポ100回の確変を搭載したミドルタイプになっている。
この機種の役物ではおなじみの画面を覆う役物「Face Of GARO」が2段変形して咆哮する「Howling Of GARO（H.O.G）」を新搭載している。

### CRA 牙狼魔戒ノ花 媚空-ビクウ-
CRA 牙狼魔戒ノ花 媚空-ビクウ-は、『CR牙狼 魔戒ノ花』の遊パチ新スペック版。映画『媚空 -ビクウ-』の演出が追加されている。

### CR牙狼 GOLDSTORM翔
CR牙狼 GOLDSTORM翔は、『牙狼-GARO- -GOLD STORM- 翔』をベースにしている。後述する専用新筐体「金翔」を採用しており、P.F.O.G.翔（パーフェクト・フェイス・オブ・ガロ翔）や牙狼リール、牙狼斬馬剣に変化する翔撃牙狼剣が備わっている。
この機種のSTは他の牙狼メインシリーズのSTとは違い、時短100回転への転落があるV-確STタイプである。
2019年には、遊パチタイプの『PA設定付牙狼GOLDSTORM翔RH』がリリースされた。
本作の演出では、CR牙狼シリーズ独自のホラーであるキリンとの戦いの中で、ガロ闇からさらに吟極ガロへの形態変化が描かれた。
テーマ曲「炎～闇ノ飛翔～HIKAGE」
歌：奥井雅美 / 作詞・作曲：奥井雅美 / 編曲：須藤賢一

#### 新専用筐体・金翔
CR牙狼 金色になれの「金狼-KINROH-」のフルモデルチェンジといえる牙狼シリーズ専用筐体。後述する剣カバーやトップユニットなど各機種に合わせた筐体をカスタマイズするパーツが追加されている。
Perfect Face of GARO 翔
金狼同様の目玉演出である筐体外に牙狼フェイスが飛び出す役物演出で、この筐体では咆哮ギミックが追加されている。主にリーチ発展時などに可動すれば大チャンス(牙狼リールが激アツを示唆するだけでなく裏ボタンなどの操作で咆哮すれば大当たり確定となる)となり、大当たり時した時の演出としても出現する。筐体エンブレムPUSH右側に召喚解除ボタンが設置されており、これを押すことで役物を格納することができる。
Face of GARO 翔
17インチの下部液晶画面を覆う役物。この役物はクリアパーツで出来ており、役物後ろのガロシャッターの光る色で期待度を示唆する役割を持っている。
翔撃牙狼剣
筐体右側から飛び出している牙狼剣をかたどったギミックで牙狼斬馬剣に変化するギミックが追加されている。さらに剣を握って押し込む操作に加えて引き抜く操作が可能になっている。
牙狼リール
パーフェクト・フェイス・オブ・ガロ翔横に設置されているリール。色で期待度を示唆するだけでなく7セグでカウントをしたり激アツやVを示唆する。
バーティカルヴィジョン＆VR透過液晶
13.3インチの上部液晶と役物を液晶で表現をするVR役物搭載の17インチの下部液晶による2つの超美麗液晶により個人差はあるがさらにより自然な3D演出を見ることができるようになった。

### CR牙狼 TUSK OF GOD
CR牙狼 TUSK OF GODは、『CR牙狼 GOLDSTORM翔』の確変ループタイプ版。
専用新筐体「金翔」に初めてカラーバリエーションに赤が追加された。

### P牙狼冴島鋼牙
P牙狼冴島鋼牙は、『牙狼-GARO- -魔戒烈伝-』をベースにしている。
この機種はV-確STタイプではあるが、牙狼メインシリーズのST中の変動時間が長い欠点を持つ。
専用新筐体「金翔」のカラーバリエーションに白が追加された他、シャープと共同開発した高輝度液晶の手前にシースルー液晶を設置した新型液晶「GIGA GHOST VISION」を搭載。
雨宮慶太監督による完全オリジナルストーリーが搭載されており、YouTubeサンセイチャンネルでダイジェストが公開された。
本作の演出では、白虎との戦いでガロの新たな姿である大巌獣身・ガロが登場した。
テーマ曲「LIGHTNING DARK」
歌：JAM Project / 作詞：奥井雅美 / 作曲：きただにひろし / 編曲：長澤孝志

### P牙狼コレクション
P牙狼コレクションは、6段階設定付きのＡタイプのパチンコ。特定の作品のタイアップ機ではなく、過去作である「CR牙狼魔戒閃騎鋼」「CR牙狼FINAL」「CR牙狼金色になれ」の3つのRUSH演出を搭載している。
導入前の2018年4月5日に楠神哀空吏役の青木玄徳が逮捕されたため、本作から哀空吏は一切登場しない。

### P10カウントチャージ絶狼
P10カウントチャージ絶狼は、『絶狼-ZERO- -DRAGON BLOOD-』をベースにしている。
専用新筐体を使用せず、サンセイ共有の筐体『ライジングサンセイ』を使用している。

### P真・牙狼
P真・牙狼は、『P牙狼冴島鋼牙』同様、『牙狼-GARO- -魔戒烈伝-』をベースにしている。
P牙狼冴島鋼牙との違いは秒速タイプのSTに戻ったことと「GIGA GHOST VISION」の前面のシースルー液晶でメイン演出をしているだけでなく、筐体の牙狼剣ユニットにそれぞれの同じ筐体の機種でわかりやすい剣カバーが追加されている。

### P牙狼月虹ノ旅人
P牙狼月虹ノ旅人は、『牙狼-GARO- -月虹ノ旅人-』をベースにしている。
この機種では、大当たり中のラウンドバトルに勝利or演出に成功するか、変動中にメタルホラーを撃破すれば時短継続する確変ループタイプの「魔戒CHANCE」を採用する。
本作の演出では、暗黒騎士呀が召喚した独自のホラーである朱雀との戦いの中で、雷牙がガロとオウガを融合させた牙狼王牙が登場し、牙狼王牙にさらに大河と鋼牙の力が合わさった極翼人牙狼王牙完全金色も登場した。
バリエーションとしてP牙狼冴島鋼牙に採用されている「GIGA GHOST VISION」を搭載したGIGA GHOST Ver.もある。
2024年1月には、V-確STタイプの『PA激デジ牙狼 月虹ノ旅人』がリリースされた。

### P牙狼MUSEUM
P牙狼MUSEUMは、特定の作品のタイアップ機ではなく、過去作である「CR牙狼XX」～「CR牙狼冴島鋼牙」までのパチンコ牙狼メインシリーズ8機種の演出を搭載している。

### P真・牙狼2
P真・牙狼2は、『P牙狼月虹ノ旅人』同様、『牙狼-GARO- -月虹ノ旅人-』をベースにしている。
この機種では、ST終了後にパトランプ演出を成功させると大当たり中のラウンドバトルに勝利or演出に成功することで継続する確変ループの「魔戒CHANCE」に切り替わるシステムを採用する。また、P牙狼月虹ノ旅人と区別するためにPFOG翔に干渉しない視認性抜群のトップユニットが追加された。

### P牙狼GOLD IMPACT
P牙狼GOLD IMPACTは、『牙狼-GARO- 神ノ牙-KAMINOKIBA-』をベースにしている2023年1月より稼働のパチンコ牙狼メインシリーズ第10作目。
この機種では、『P牙狼月虹ノ旅人』同様で、大当たり中のモード変更はできないが3タイプ(スタンダード・3000・スルーアウト)の演出のモードを持つ確変ループタイプの「魔戒CHANCE」を採用する。前作の『P牙狼月虹ノ旅人』とは違い次の大当たりまでの回転数が1回転となる(専用の継続大当たり(前作でのメタルホラー撃破時の大当たりである「ビクトリーボーナス」)はなし)。
この機種の筐体では、牙狼剣やGレバー&インパクトオブガロ（I.O.G）などの一部のパーツを他の作品の機種に合わせて交換できるサンセイ共有の筐体「GOLD IMPACT」を採用している。
本作の演出には独自要素として、霊獣燐ガロと巨神ジンガが登場する。
2025年4月には、サンセイ共有の「V-LIGHT（ブライト）」のスマートパチンコ仕様である「eV-LIGHT（イーブイライト）(牙狼剣デバイスと3000ロゴパーツを装着した仕様)」を採用したスマートパチンコバージョンである『e牙狼神速神撃3000LT』がリリースされた。

### P牙狼11〜冴島大河〜
P牙狼11〜冴島大河〜は、2024年4月より稼働のパチンコ牙狼メインシリーズ第11作目。冴島大河を主役としたオリジナルストーリーを展開する機種となっている。
この機種は時短でもSTと同様に150回転あるV-確STタイプであり、STでは3パートで構成されている。
この機種の筐体では、おなじみの牙狼剣デバイス(他の作品の機種に合わせてGAROロゴパーツなどとともに別パーツへの交換が可能)のほか、疲れにくい設計の「S-ハンドル」に手首を支えるハンドレスト、ハンドルを握る手に風を感じることができれば大チャンスとなる「S-ストーム」、LEDで鮮やかに発行する「V-ライト」(スマートパチンコ対応の別パーツへの交換が可能)を搭載し、総重量を軽減したサンセイ共有の新枠「V-LIGHT（ブライト）」を採用している。
本作の演出には独自要素として、真滅獣身・ガロが登場する。

### e牙狼12黄金騎士極限
e牙狼12黄金騎士極限 は、2025年8月4日から稼働予定のパチンコ牙狼メインシリーズ第12作目。道外流牙を主役としたオリジナルストーリーを展開する機種となっている。
この機種では、LT発動中『P牙狼月虹ノ旅人』や『P牙狼GOLD IMPACT』同様で、大当たり中のラウンドバトルに勝利or演出に成功すれば時短継続する確変ループタイプのラッキートリガー3.0プラス仕様である「魔戒CHANCE LT」を採用する。また、『P牙狼GOLD IMPACT』と同様に次の大当たりまでの回転数がLT発動を決める「極限7500バトル」を含めて1回転となる。
この機種の筐体では、『e牙狼神速神撃3000LT』と同様に総重量を軽減したサンセイ共有の新枠「V-LIGHT（ブライト）」のスマートパチンコ仕様である「eV-LIGHT（イーブイライト）(牙狼剣デバイスと黄金騎士ロゴパーツを装着した仕様)」を採用している。